# باب ویلسون (بازیکن فوتبال، زاده ۱۹۳۴)
باب ویلسون (انگلیسی: Bob Wilson؛ زادهٔ ۲۹ ژوئن ۱۹۳۴) بازیکن فوتبال اهل بریتانیا است.
از باشگاه‌هایی که در آن بازی کرده‌است می‌توان به باشگاه فوتبال آبردین، باشگاه فوتبال نوریچ سیتی و باشگاه فوتبال جیلینگام اشاره کرد.